# Коваленко Олена Едуардівна
Оле́на Едуа́рдівна Ковале́нко  (* 22 липня 1959, Харків)  — ректор Української інженерно-педагогічної академії ( з 2002 по 2023 р.), автор понад 100 наукових праць, у тому числі двох підручників і семи навчальних посібників, одинадцять її статей надруковані в зарубіжних виданнях; засновниця української школи інженерної педагогіки, має диплом Європейського інженера-педагога. Президент Національного секції України Міжнародного товариства інженерної педагогіки (IGIP) (з 2003 р.), член Методичної Ради Міністерства освіти і науки з проблем інженерно-педагогічної освіти, голова спеціалізованої ради із захисту дисертацій з педагогіки та психології. Очолює спільну з АПН України наукову лабораторію з проблем інженерно-педагогічної освіти.

## Освіта
Олена Едуардівна народилася 22 липня 1959 року в м. Харкові в сім'ї службовців. У 1982 році закінчила Український заочний політехнічний інститут, у 1992 р. закінчила аспірантуру при Московському сільськогосподарському інституті ім. Горячкіна, здобула ступінь кандидата педагогічних наук, а 2000 року захистила докторську дисертацію.

## Кар'єра
- У 1982—1998 роках — стажист-викладач, асистент, старший викладач, доцент кафедри електричних станцій і електропостачання, яку 1993 року перейменовано в кафедру електроенергетики.
- Від 1998 року завідувачка, професор кафедри педагогіки та методики професійного навчання.
- Від 2000 року — проректор з виробничого навчання і виховної роботи, від 2002 року — проректор з навчальної роботи, від 1 листопада 2002 року — ректор Української інженерно-педагогічної академії.
- Від 2023 року - радник ректора УІПА.

## Нагороди
- Диплом I ступеня за монографію «Методичні основи технології навчання» (1998);
- Почесна грамота Міністерства освіти і науки України за особистий внесок у справі підготовки висококваліфікованих спеціалістів та плідну науково-педагогічну діяльність;
- Диплом першого обласного конкурсу «Вища школа Харківщини — найкращі імена» (2003);
- Почесна грамота управління паливно-енергетичного комплексу Харківської обласної державної адміністрації за вагомий внесок у розвиток електроенергетичної галузі, підготовку висококваліфікованих кадрів для енергетичних підприємств (2004);
- Відзнака міського голови «За старанність» (2006);
- Нагрудний знак «Петро Могила» (2006);
- Почесна грамота Харківської міської ради за вагомий внесок у розвиток освіти і науки, підготовку висококваліфікованих фахівців (2007);
- Подяка Міністерства освіти і науки України за вагомий особистий внесок в розвиток національної системи освіти (2007);
- Знак «Відмінник освіти України» (2008).